# ニュースブレイク
『ニュースブレイク』（News Break）はテレビ東京で放送されていた関東地方ローカルのフラッシュニュース番組。

## 概要
2017年3月の終了時点では、関東ローカルで日曜日の21:48 - 21:54に放送していた。当時は『TXNニュース』の日曜最終版に相当していた。
放送が始まった1997年は毎日20:54に開始していたが、2000年から月曜日・火曜日の21:00開始の番組がフライングスタートで20:54に繰り上がったに伴い放送曜日が縮小された。2008年3月まで木曜日から土曜日の20:54 - 21:00も放送されていた。
かつて木曜日〜土曜日にも放送されていた『ニュースブレイク』の担当者は、基本的にその日の『ワールドビジネスサテライト』のリポーターが担当していた。
日曜日の『ニュースブレイク』は特番等が放送される場合、本番組は22:42 - 22:48へと変更となる。
2016年春の改編で、日曜21:54の『〜突撃!はじめましてバラエティ〜イチゲンさん』の予告番組『イチゲンさんみどころ』が設置されたため、一旦終了したが、2016年7月から3ヶ月ぶりに再開された。その後、2017年3月に再度終了、20年間の歴史に幕を閉じた。

## 放送曜日の変遷
1997年4月 - 2000年9月
毎日、放送していた。
2000年10月 - 2000年12月
『愛の貧乏脱出大作戦』・『開運!なんでも鑑定団』の開始時刻繰上げにより水曜日から日曜日の放送に。
2001年1月 - 2003年3月
『女と愛とミステリー』（20:54 - 22:48）の開始により木曜日〜日曜日の放送に。
2003年4月 - 2008年3月
『日曜ビッグバラエティ』の繰り下げにより日曜日は21:48からの開始に。
2008年4月 - 2016年3月
木曜日から土曜日の放送を廃止し、日曜日のみ放送になる。
2016年4月 - 2016年6月
日曜日の放送が休止。
2016年7月 - 2017年3月
3ヶ月ぶりに再開。放送時間は従来通り毎週日曜21:48 - 21:54の放送。
| 1997.4  | 2000.9 | 20:54 - 21:00 | 20:54 - 21:00 | 20:54 - 21:00 | 20:54 - 21:00 |
| 2000.10 | 2001.3 | （放送無し）  | 20:54 - 21:00 | 20:54 - 21:00 | 20:54 - 21:00 |
| 2001.4  | 2003.3 | （放送無し）  | （放送無し）  | 20:54 - 21:00 | 20:54 - 21:00 |
| 2003.4  | 2008.3 | （放送無し）  | （放送無し）  | 20:54 - 21:00 | 21:48 - 21:54 |
| 2008.4  | 2016.3 | （放送無し）  | （放送無し）  | （放送無し）  | 21:48 - 21:54 |
| 2016.4  | 2016.6 | （放送無し）  | （放送無し）  | （放送無し）  | （放送無し）  |
| 2016.7  | 2017.3 | （放送無し）  | （放送無し）  | （放送無し）  | 21:48 - 21:54 |

## 例外
年末はワールドビジネスサテライトの放送がないため、担当者が変わる。2006年12月28日木曜日の担当者は倉野麻里、12月30日土曜日の担当者は滝井礼乃（12月30日は20時48分から放送。また、テレビ愛知でも関東地方の天気や最後のスポンサー部分も含めて放送された）。

## キャスター
- 交代制（テレビ東京アナウンサー）

## その他
- 2007年3月23日は夜時限の労使交渉決裂によるストライキで休止。また、2008年3月28日もストライキにより番組を放送する曜日であるにもかかわらず、番宣番組となり休止となった。
- 日曜日のみの放送となった2008年4月以降、後続番組である『ソロモン流』の予告映像に載せて関東地方の天気予報を流していたが、2009年夏ごろにはすでに行われなくなり天気カメラの映像になっている。
- 以前はオープニングCGを流していたが、その後はスタジオの映像からすぐに本編が始まるようになった（タイトル表示も省略）。また、2013年6月頃までノンスポンサーになっていて本編内では一切CMは入らない。同年7月以降はスポンサーが付いていてOPで「○○がお送りします。」EDで「○○がお送りしました」と企業名だけを言ってCMがない一般的なスポットニュースの形になっている。2015年4月以降は再びノンスポンサーとなっていたが、同年12月ごろには再びスポンサーがついた。
- 2016年12月現在は、提供クレジットから始まり、続くキャスターの挨拶時に、小さく番組タイトルが表示されている。

| テレビ東京 日曜21:48 - 21:54枠 | テレビ東京 日曜21:48 - 21:54枠             | テレビ東京 日曜21:48 - 21:54枠                          |
| 前番組                         | 番組名                                     | 次番組                                                  |
| ------------------------------ | ------------------------------------------ | ------------------------------------------------------- |
| WINNERS ※21:00 - 21:54         | ニュースブレイク （2003年4月 - 2016年3月） | イチゲンさんみどころ                                    |
| イチゲンさんみどころ           | ニュースブレイク （2016年7月 - 2017年3月） | 日曜ビッグバラエティ ※19:54 - 21:54 【6分拡大して継続】 |